# Radeč (Žandov)
Radeč (něm. Schossendorf) je vesnice, část města Žandov v okrese Česká Lípa. Nachází se asi 3 km na východ od Žandova. Je zde evidováno 85 adres. Trvale zde žije 38 obyvatel.

## Katastr
Radeč leží v katastrálním území Radeč u Horní Police o rozloze 2,34 km2.
Nad vsí se z východní strany tyčí Radečský kopec (503 m) a Stružnický vrch (433 m) a ze západní strany Dvorský kopec (527 m). Ves i kopce jsou v území spravovaném CHKO České středohoří.

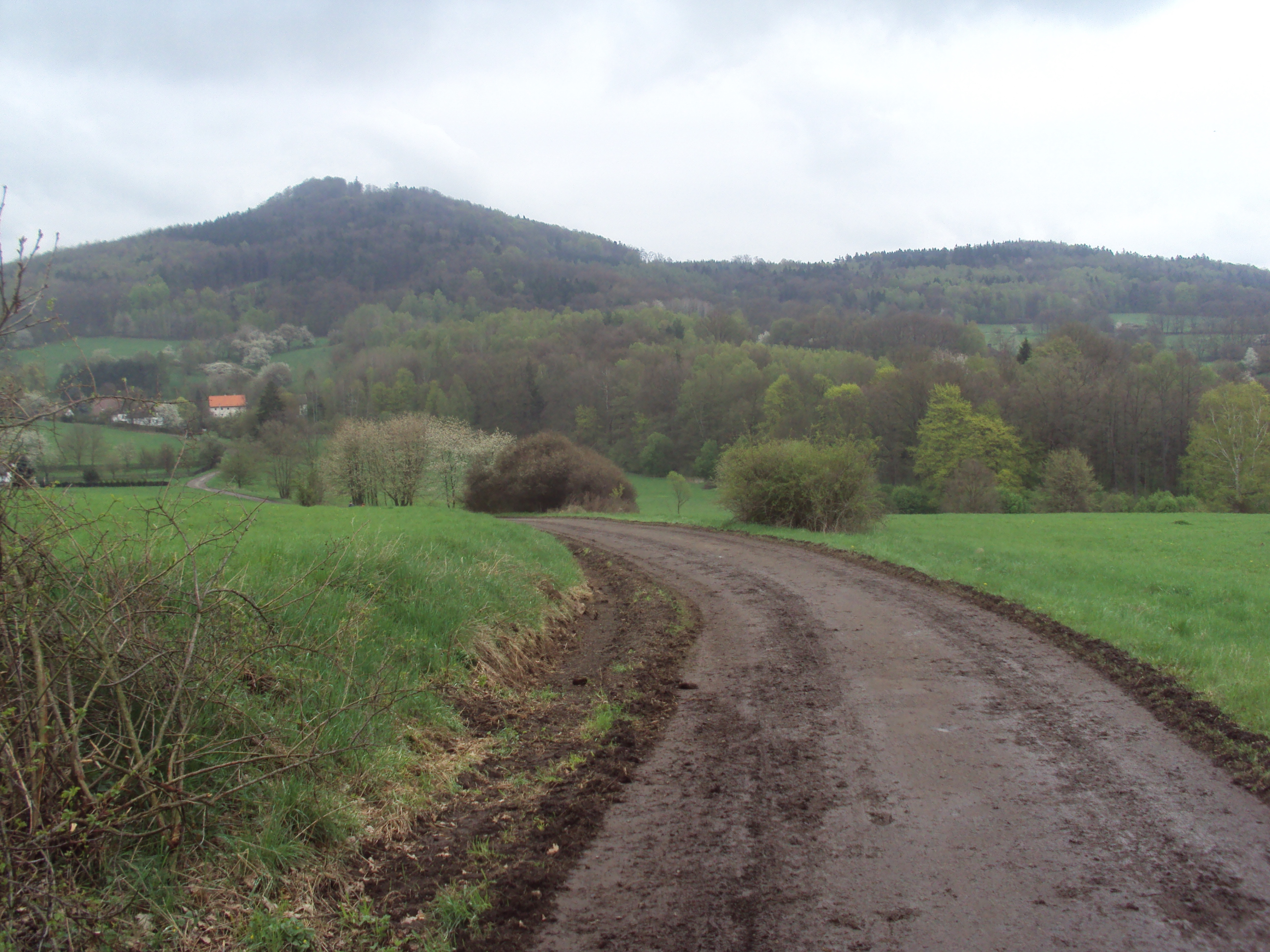
Kopce nad obcí, vlevo Radečský, vpravo Stružnický